# 北海道道116号岩見沢三笠線
北海道道116号岩見沢三笠線（ほっかいどうどう116ごう いわみざわみかさせん）は、北海道岩見沢市と三笠市を結ぶ道道（主要地方道）である。

## 概要
総延長のほぼすべてが三笠市内にあり、三笠市を東西に横切る幹線道路である。岩見沢市の区域は国道12号から旧国道12号（光永商店）までの約80メートル (m) のみである。

### 路線データ
- 起点：北海道岩見沢市岡山町（国道12号交点）
- 終点：北海道三笠市桂沢（国道452号交点）
- 総延長：21.184 km
- 実延長：21.104 km
- 重用延長：0.080 km

### 道路管理者
- 空知総合振興局 札幌建設管理部 岩見沢出張所

## 歴史
- 1982年（昭和57年）9月30日 - 1013号として路線認定[1]。
- 1993年（平成5年）5月11日 - 建設省から、道道岩見沢三笠線が岩見沢三笠線として主要地方道に指定される[2]。
- 1994年（平成6年）10月1日 - 路線番号を116号に変更[3]。

## 路線状況

### 道路施設

#### 主なトンネル
- 白亜トンネル（157 m、三笠市西桂沢） 2004年12月完成。

#### 主な橋梁
- 清藤橋（61 m、幾春別川、三笠市弥生藤枝町 - 三笠市東清住町）
- ポンポロナイ橋（58 m、幾春別川、三笠市弥生藤枝町）
- 錦大橋（104 m、奔別川、三笠市幾春別錦町1丁目 - 三笠市西桂沢）
- 下桂橋（40 m、下桂川、三笠市西桂沢）
- 翼竜橋（153 m、湯の沢川、三笠市桂沢）

## 地理
周辺には、幾春別川や達布山、三笠山（観音山）、奔別川、桂沢湖などがある。

### 通過する自治体
- 空知総合振興局
  - 岩見沢市
  - 三笠市

### 交差する道路
岩見沢市
- 国道12号 - 岡山町・岡山交差点（起点）

三笠市
- 北海道道30号三笠栗山線 - 岡山
- E5 道央自動車道 三笠IC - 岡山
- 北海道道1140号美唄三笠線 - いちきしり
- 北海道道1129号三笠栗沢線 - 幸町
- 北海道道917号岩見沢桂沢線 - 弥生藤枝町
- 国道452号 - 桂沢（終点）

### 沿線にある施設など
三笠市
- 岩見沢警察署三笠警察庁舎
- 三笠市役所
- 北海道三笠高等学校
- 三笠運動公園
- 三笠市立博物館
- 桂沢国設スキー場
- 桂沢ダム